# Ahlden (Aller)
Ahlden (Aller) est une municipalité allemande du land de Basse-Saxe et l'arrondissement de la Lande (Heidekreis).

## Personnalités liées à la ville
- Sophie-Dorothée de Brunswick-Lunebourg (1666-1726), princesse morte au château d'Ahlden.